# Wielowicz (gromada)
Wielowicz – dawna gromada, czyli najmniejsza jednostka podziału terytorialnego Polskiej Rzeczypospolitej Ludowej w latach 1954–1972.
Gromady, z gromadzkimi radami narodowymi (GRN) jako organami władzy najniższego stopnia na wsi, funkcjonowały od reformy reorganizującej administrację wiejską przeprowadzonej jesienią 1954 do momentu ich zniesienia z dniem 1 stycznia 1973, tym samym wypierając organizację gminną w latach 1954–1972.
Gromadę Wielowicz z siedzibą GRN w Wielowiczu utworzono – jako jedną z 8759 gromad na obszarze Polski – w powiecie sępoleńskim w woj. bydgoskim, na mocy uchwały nr 24/9 WRN w Bydgoszczy z dnia 5 października 1954. W skład jednostki weszły obszary dotychczasowych gromad Wielowicz, Płosków, Rogalin, Szynwałd i Rostoki ze zniesionej gminy Wielowicz w tymże powiecie. Dla gromady ustalono 23 członków gromadzkiej rady narodowej.
31 grudnia 1959 do gromady Wielowicz włączono wieś Jastrzębiec ze znoszonej gromady Śmiłowo w tymże powiecie.
31 grudnia 1961 z gromady Wielowicz wyłączono tereny położone na południe od toru kolejowego w rejonie Karolewa, włączając je do gromady Pęperzyn w tymże powiecie.
Gromadę zniesiono 1 stycznia 1969, a jej obszar włączono do gromad Sośno (sołectwa Wielowicz, Szynwałd, Płosków i Rogalin) i Więcbork (sołectwo Jastrzębie) w tymże powiecie.